# سبك نفرو
سوبيك نفرو كانت من المصريين القدماء، حكمت بصفتها فرعون بعد وفاة أخيها أمنمحات الرابع. هي آخر ملوك الأسرة الثانية عشر، وحكمت مصر قرابة أربع سنوات من 1806 حتى 1802 قبل الميلاد. معنى اسمها هو «جمال سوبيك».

## عائلتها
هي ابنة الفرعون أمنمحات الثالث. قال المؤرخ والكاهن المصري القديم مانيتون أنها كانت أيضًا أخت أمنمحات الرابع، لكن لم تثبت صحة ذلك. لدى سوبيك نفرو أخت كبرى تدعى نفروبتاح التي ربما كانت الوريث المفترض. اسمها محفوظ في خرطوشة ولديها هرمها الخاص في منطقة هوارة. لكن نفروبتاح توفيت في سن مبكرة.

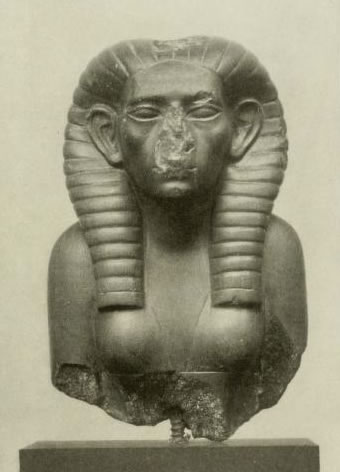
رأس الملكة الحاكمة سوبيك نفرو

## فترة حكمها
سوبيك نفرو هي أول فرعون أنثى معروفة بوجود دليل ثابت، بالرغم من نيتوكريس التي ربما حكمت في الأسرة السادسة وهناك خمس ملكات يسود الظن أنهن حكمن في الأسرة الأولى.
أغلب الظن أن أمنمحات الرابع مات دون وريث ذكر، وبالتبعية اعتلت بنته سوبيك نفرو العرش. وفق «بردية الملوك» حكمت لثلاثة أعوام وعشرة أشهر وأربع وعشرين يومًا في أواخر القرن التاسع عشر قبل الميلاد.
توفيت دون وريث وبنهاية حكمها انتهت الأسرة الثانية عشر العظيمة والعصر الذهبي لفترة الدولة الوسطى

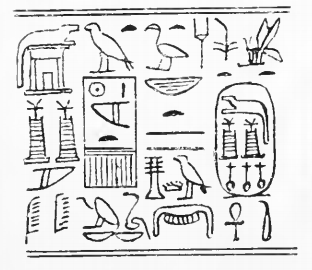
رسم السير فليندر بيتري لختم سوبيك نفرو الاسطواني في النتحف البريطاني

## الآثار والمقبرة
وجد القليل من الآثار لها، بالرغم من أن العديد من التماثيل عديمة الرأس تم حفظها، ومن ضمنها قاعدة تمثال ابنة ملك تم اكتشافه في تل الجُزر ويحمل اسمها. هناك تمثال سوبيك نفرو واحد له رأس ومعروف. هناك تمثال نصفي في المتحف المصري في برلين، وتم فقده في الحرب العالمية الثانية وقد ثبت أنه يعود لها. تلك المنحوتة تعرف الآن فقط من صورها الفتوغرافية وشرائح عرض الصور. وصلت المنحوتة إلى المتحف عام 1899. ناسبت الرأس النصف السفلي لتمثال ملكي تم اكتشافه في منطقة سيمنا. تم التأكيد على أن النصف السفلي يعود لأحد الملوك حيث يوجد الرمز الملكي لتزحيد المملكتين على جانب العرش. من المعروف أنها أضافت لعض الملحقات لمقبرة الملك أمنمحات الثالث في هوارة (أسمى هيرودوت تلك المقبرة بقصر التيه)، كما شيدت أيضًا هياكل في مدينة إهناسيا القديمة.
وجد ختم اسطواني الشكل في حالة جيدة عليه اسمها ولقبها الملكي، وهو موجود الآن في المتحف البريطاني. هناك رسم للنيل في الحصن النوبي بمنطقة كوما يسجل ارتفاع النيل إلى 1.83 متر في السنة الثالثة لحكمها. هناك وصف آخر تم اكتشافه في الصحراء الشرقية يسجل: «السنة الرابعة، الشهر الثاني من موسم الشتاء». الآثار الباقية عنها تربطها دومًا بأمنمحات الثالث وليس الرابع، مما يؤيد نظرية أنها ابنة أمنمحات الثالث وربما كانت فقط أخت غير شقيقة لأمنمحات الرابع. عالم المصريات الدانماركي كيم ريولت يذكر أن المصادر المعاصرة من فترة حكمها تظهر أن سوبيك نفرو لم تتخذ قط لقب ملكة أو أخت الملك بل فقط ابنة الملك، مما يدعم تلك النظرية.
لم نتأكد بعد من مقبرتها، مع ذلك قد تكون مدفونة في هرم في مزغونة يفتقد نقوش الوصف، يوجد مباشرة شمال هرم مشابه خاص بأمنمحات الرابع. هناك مكان يدعى سخنم نفرو مذكور في بردية وجدت في الهراجة. قد يكون هذا اسم هرمها.